# DeBary
DeBary è una città degli Stati Uniti d'America, situata in Florida, nella Contea di Volusia.

## Infrastrutture e trasporti
La città è servita dal servizio ferroviario suburbano SunRail.